# イフ・ユー・ウォナ・ビー・ハッピー
「イフ・ユー・ウォナ・ビー・ハッピー」（If You Wanna Be Happy）は、ジミー・ソウルが1963年に発表した楽曲。全米1位を記録した。

## 概要
第二次世界大戦中、トリニダード島に暮らしていた音楽プロデューサーのフランク・グイダ（Frank Guida）にとってカリプソは非常に身近な音楽であった。彼はカリプソとリズム&ブルースを合体させた曲を作ることを思い立つ。ノーマン・スパンという人物に書かせた「Twistin' Matilda (And the Channel)」はジェームズ・マクリーズという19歳の青年が歌うことになり、1961年12月にリリースされた。マクリーズはこのシングルからジミー・ソウルと名を改めた。「Twistin' Matilda (And the Channel)」は翌1962年5月にビルボード・Hot 100の22位を記録した。
グイダは、カリプソニアンのロアリング・ライオン（Roaring Lion）が戦前に発表した「Ugly Woman」を下敷きにして、妻のカーメラ・グイドとジョゼフ・ロイスターと「イフ・ユー・ウォナ・ビー・ハッピー」を書いた。歌詞の多くは「Ugly Woman」からとられた。「Ugly Woman」は以下のような内容を持つ曲であった。
グイダらはこれを少し変えて「残りの人生を幸せに暮らしたいのなら／きれいな女を女房にするんじゃないぞ／俺の個人的な見解だが／醜い女を見つけたらその子と結婚しろ」とした。歌い手と悪友たちの間の掛け合いはボ・ディドリーのヒット曲「Say Man」のパロディである。「よお大将／なんだい／昨日お前のかみさんを見た／そうかい／かみさん不細工だなあ／そうさ。不細工だが料理はうまいんだぜ／なら大丈夫だ」
1963年1月、シングルとして発売された。同年5月18日から25日にかけて2週連続でビルボード・Hot 100の1位を記録し、Hot R&B Singlesチャートでも1位を記録。大ヒットとなった。
『偽りのヘブン』（1988年）、『ワン・モア・タイム』（1989年）、『恋する人魚たち』（1990年）、『ベスト・フレンズ・ウェディング』（1997年）などの映画で使用された。

## カバー・バージョン
- トリニ・ロペス - 1963年のライブ・アルバム『By Popular Demand More Trini Lopez At P.J.'s』に収録[5]。
- クロード・フランソワ - 1963年のアルバム『Si j'avais un marteau』に収録。フランス語詞。タイトルは「Si tu veux être heureux」。
- ビル・ワイマン - 1976年のアルバム『ストーン・アローン』に収録。
- キッド・クレオール&ザ・ココナッツ - 1983年のアルバム『Doppelganger』に収録。
- 林子祥 - 1984年のアルバム『愛到發燒』に収録。